# Walther Penck
Walther Penck (Wenen, 30 augustus 1888 – Stuttgart, 29 september 1923) was een Duits geomorfoloog, die onderzoek verrichtte naar landschapsevolutie. Hij is de zoon van Albrecht Penck.
Tijdens zijn onderzoek stelde hij voor om de term peneplain te gebruiken voor een schiervlakte.
- Bibsys: 2040915
- CiNii: DA00763206
- Gemeinsame Normdatei: 116076917
- International Standard Name Identifier: 0000 0001 1066 1708
- Library of Congress Control Number: n85302173
- Nationale Bibliotheek van Letland: 000095348
- Bibliotheek van het Japanse parlement: 00452458
- Nationale bibliotheek van Australië: 35919837
- Nationale Bibliotheek van Israël: 987007276906605171
- Nederlandse Thesaurus van Auteursnamen: 096891130
- Réseau des bibliothèques de Suisse occidentale: 02-A003680464
- Système universitaire de documentation: 092635717
- Trove: 1145997
- Virtual International Authority File: 62291001
- WorldCat: E39PBJhXb7GR6XP99GgGchC84q